# Wilfred Baddeley

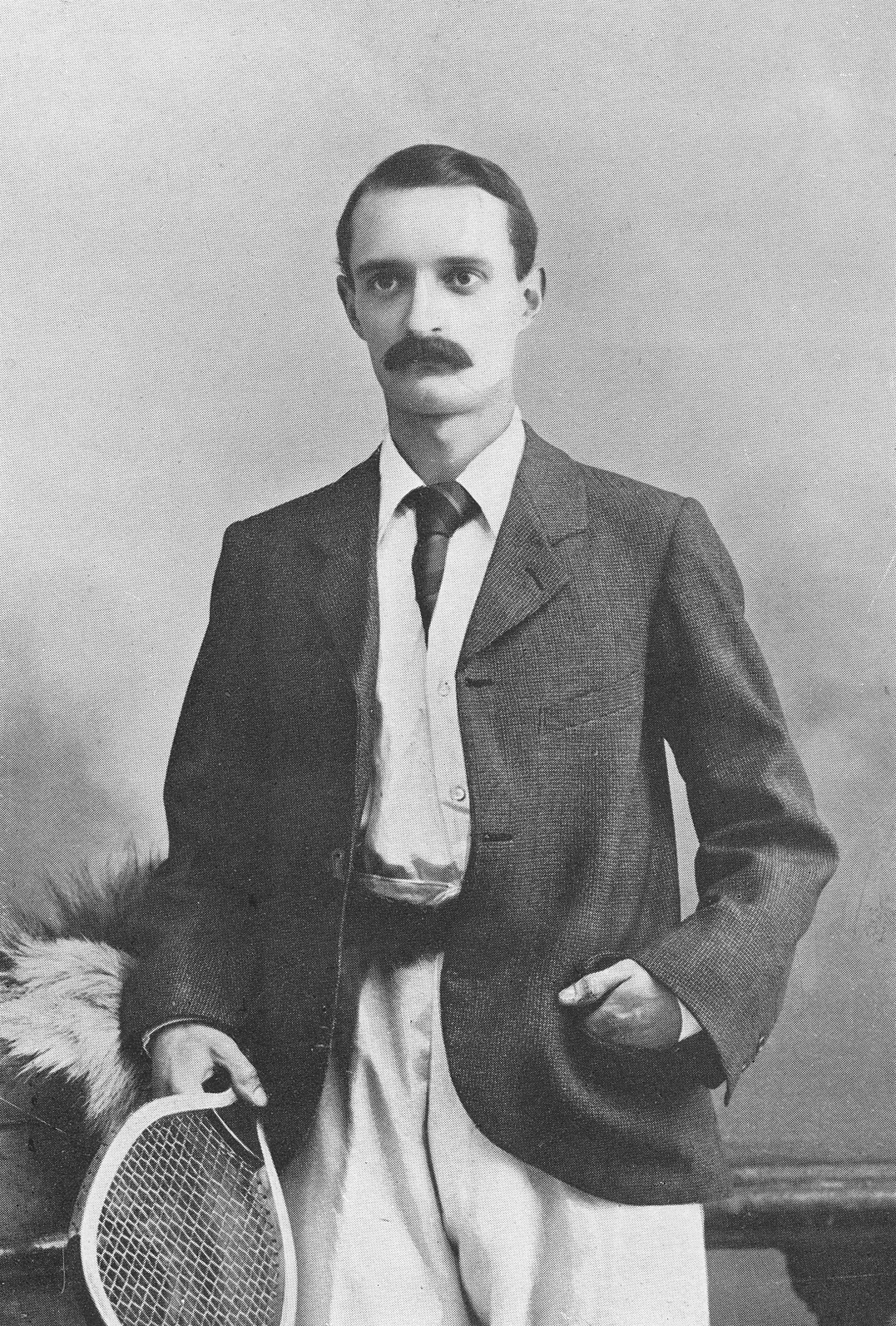
Wilfred Baddeley (1895)

Wilfred Baddeley, född 11 januari 1872 i Bromley, Kent, död 24 januari 1929 i Frankrike, var en brittisk tennisspelare. Wilfred Baddeley var den förstfödde av de båda tennisspelande tvillingbröderna Baddeley som var söner till en advokat från London. Tillsammans dominerade de båda bröderna (Wilfred och Herbert Baddeley) under stora delar av 1890-talet Wimbledonmästerskapen. Wilfred var den bäste singelspelaren av de två, men tillsammans utgjorde de ett svårslaget dubbelpar på tennisbanan. Om Wilfred Baddeleys tennisspel har skrivits att han var en spelare med god rörlighet, och att hans insatser på tennisbanan alltid uppskattades av publiken.

## Tenniskarriären
Wilfred Baddeley vann 1891 singeltiteln i Wimbledonmästerskapen för första gången genom seger över den tennisspelande irländske läkaren Joshua Pim med 6-4, 1-6, 7-5, 6-0 i finalen i All Comers Round. Detta år skulle segraren i finalen i All Comers Round egentligen ha mött fjolårets segrare och titelförsvararen Willoughby Hamilton i Challenge Round. Denne led dock av sviterna efter en blodförgiftning och kunde inte ställa upp. Därmed blev Baddeley slutsegrare på "walk over". Året därpå, 1892, mötte Wilfred Baddeley åter Joshua Pim, då som titelförsvarare. Baddeley vann med 4-6, 6-3, 6-3, 6-2. Baddeley och Pim var uppenbarligen likvärdiga tennisspelare, året därpå var det Pims tur att segra (3-6, 6-1, 6-3, 6-2). 
Säsongen 1895 var Baddeley åter i final mot Pim efter seger i All Comers Final. Denna gång lämnade Pim dock walk over av oklara skäl. Därmed erhöll Wilfred Baddeley sin tredje och sista singeltitel i Wimbledon. Som ett kuriosum kan nämnas att denna gång var endast 18 spelare anmälda till singelturneringen. År 1896 förlorade han sin titel till irländaren Harold Mahony, känd som "spelaren utan forehand". Denna match var, liksom tidigare finaler som Baddeley spelade, mycket jämn. Hans förlustsiffror blev 2–6, 8–6, 7–5, 6–8, 3–6.
Bröderna Wilfred och Herbert Baddeley spelade final i herrdubbel 1891–1894 och 1897. Paret vann titeln 1891 efter att ha besegrat det irländska paret Joshua Pim/F. Stoker. År 1896 segrade bröderna över Reginald Doherty/H. Nisbet och året därpå över bröderna Doherty, som de följande åren skulle dominera Wimbledonmästerskapen. Bröderna Baddeley vann också dubbeltiteln i Irish Open 1896 och 1897.

## Titlar iWimbledonmästerskapen
- Singel - 1891, 1892, 1895
- Dubbel - 1891, 1894, 1895, 1896, 1897